# Dealul Vărănic
Dealul Vărănic este o arie protejată de interes național ce corespunde categoriei a IV-a IUCN (rezervație naturală de tip mixt) situată în județul Mehedinți, pe teritoriul administrativ al  comunei Breznița-Ocol.

## Localizare
Aria naturală  se află în Clisura Dunării, în partea vestică a județului Mehedinți (în Podișul Getic), pe malul stâng al Dunării (în Munții Almăjului și Locvei), pe teritoriul vestic al satului Breznița-Ocol, lângă drumul național DN6 care leagă municipiul Drobeta Turnu-Severin de orașul Caransebeș.

## Descriere
Rezervația naturală  a fost declarată arie protejată prin Legea Nr.5 din 6 martie 2000, publicată în Monitorul Oficial al României, Nr. 152 din 12 aprilie 2000 (privind aprobarea Planului de amenajare a teritoriului național - Secțiunea a III-a - zone protejate) și se întinde pe o suprafață de 350 hectare. 
Altitudinea maximă este de 403 m. 
Aria protejată este inclusă în Parcul Natural Porțile de Fier și reprezintă o zonă naturală cu tufărișuri submediteranene dezvoltate pe substrate calcaroase, ce protejează mai multe specii de floră (cărpiniță, mojdrean, liliac sălbatic) și faună (vipera cu corn, țestoasa lui Herman) specifice Occidentalilor.